# Johan Bruyneel
Johan Bruyneel (ur. 23 sierpnia 1964 w Izegem) – były belgijski kolarz szosowy, startował w zawodowym peletonie w latach 1989–1998. Były dyrektor sportowy ekip UCI ProTour U.S. Postal Service Pro Cycling Team, RadioShack-Nissan-Trek. Obecnie, wskutek oskarżeń o udział w procederze dopingowym, na emeryturze.
Największymi sukcesami kolarza były dwa etapowe zwycięstwa w Tour de France, jeden wygrany etap w Vuelta a España. Zwycięzca wyścigu wieloetapowego Tour de l’Avenir (1990) oraz klasyka Rund um den Henninger Turm (1991). Po zakończeniu kariery zawodniczej został dyrektorem sportowym w U.S.Postal w latach 1999–2007. Bezpośrednio przyczynił się do sukcesów Lance’a Armstronga w tej ekipie. W latach 2008–2009 roku był dyrektorem sportowym w Astanie.

## Najważniejsze zwycięstwa i sukcesy
- 1989
  - dwa etapy w Tour de Suisse
- 1990
  - 1. Tour de l’Avenir
- 1991
  - 1. Rund um den Henninger Turm
  - 2. Dookoła Kraju Basków
- 1992
  - 1. Coppa Placci
  - 1. Grand Prix des Nations
  - etap w Vuelta a España
- 1993
  - 7. Tour de France i zwycięstwo etapowe
- 1995
  - etap w Tour de France
  - 3. Vuelta a España